# Tetraponera ambigua
Tetraponera ambigua é uma espécie de formiga do gênero Tetraponera, pertencente à subfamília Pseudomyrmecinae.